# Railtracking
Railtracking eller Rail trail er et udtryk for at bevæge sig langs, eller på, forladte (eller nedlagte) jernbanespor og sporveje. Begrebet 'Railtracking' er inspireret fra engelsk.
På nogle strækninger i nogle lande er det, herunder Danmark, tilladt at bevæge sig på nedlagte spor. Der er ingen fare for ens liv, da der heller ikke er tilsluttet strøm på sporets området. Andre strækninger er dog aflukkede. Rail trail ses som et subkultur af urban exploring. Andre bruger eksisterende jernbanestrækninger, som stadig er i brug, for at bruge dem som smutvej. Dette er dog livsfarligt og følgelig ikke tilladt, og hvis man bliver taget på fersk gerning, kan det resultere bøder.

## Vandre- og cykelstier
I mange lande bliver nedlagte jernbaner omdannet til vandre- og cykelstier. I Danmark findes der for eksempel strækningen Naturstien Horsens-Silkeborg, Hundslund-Åkjær og Viborg-Løgstør (nu kaldet Himmerlandsstien), hvor der ofte er organiserede ture. Senest – i 2011 – er Fodsporet mellem Slagelse og Næstved åbnet på den tidligere Slagelse-Næstved bane 
Jernbanestrækningen på Bornholm, mellem Rønne og Nexø er omdannet til cykelsti. Nogle gamle stationer findes stadig, og jernbaneentusiaster ofte besøger nedlagte strækninger for at se de gamle stationer og dét der tilhørte - de forskellige jernbaneselskaber.
Adskillige brochurer er udgivet for at hjælpe turister med at følge de gamle strækninger.
Også international er der flere populære og nedlagte strækninger. Kendte ruter er især de internationale strækninger, som krydser grænserne. Nogle eksempler er:
- fra Enschede i Nederlandene til Gronau i Tyskland (Siden 2001 har der igen kørt tog på strækningen)[4]
- fra Tilburg i Nederlandene til Turnhout i Belgien (Bels Lijntje)

## Forbud
Nogle gange bruger enkelte personer stadig eksisterende jernbaner og broer for at komme hurtigt fra A til B. Ofte ligger der en lille sti ved siden af skinnerne, hvor for eksempel Banedanmarks personale har sikker adgang til tekniske systemer. På alle baner, som stadig er i brug, er det forbudt at gå på skinnerne. Færdsel ved skinnerne er livsfarligt, da togets hastighed gør, at det ikke kan nå at stoppe, og man risikerer at bliver suget ind til toget, når man er for tæt på og kan herved påføre psykiske traumer for lokomotivføreren, som ikke ved om personen stadig er i live, når toget er passeret.
Banedanmark har en hegnsmanuel og -politik, som bl.a. beskriver forskellige hegnstyper langs jernbanen. Man kan dog stadig komme på skinnerne ved en overgang eller ved en station. Ofte bliver der klippet huller i hegnet for at få adgang.
I Nederlandene har man sat skilte op, som advarer folk om, at det ikke er tilladt at gå på sporet. Desuden har ProRail (som svarer til de danske Banedanmark) oprettet en hjemmeside for unge, som informerer om farerne, hvad skiltene betyder, osv.